# Варан (роман)
«Варан» (оригінальна назва — рос. Варан) — роман українських письменників Марини та Сергія Дяченків; опублікований у видавництві «Эксмо» 2004 року. Це перша книга циклу «Бродяча Іскра».

## Опис книги

### Україна
Дивовижний світ зі своїми законами. Маги, які творять дива і знають наперед думки простих людей. Захопливі пригоди, неймовірні тварини, живі поля і ліси — у романі М. та С. Дяченків «Варан» (українською друкується вперше) є все, що потрібне «справжньому» фентезі. Але є і те, що відрізняє прозу Дяченків від інших, — філософський зміст, одвічні питання, на які, можливо, немає відповіді, але які повинна запитувати себе кожна людина...

### Польща
Майстри фантастики, сімейний дует Дяченків доводить, що у фентезі є великі можливості. Представлений ними світ із віртуозних світів є неподібним до інших. Все є таємничим і повним несподіванок. Неймовірні істоти, ліси, куди можна переміщатися, земля і вода, яким потрібно молитися. Дивні правила і магія, що керують цим світом надають роману відчуття неймовірності, також притягає поетична і пластична мова Дяченків.
Варан — це хлопець з архіпелагу, що проводить молодість у повтрюваних циклах, що пов'язані із порами року. Дякуючи випадковій зустрічі із магом, у хлопцеві пробуджена цікавість до світу. Він покидає свій острів і вирушає на пошуки першого мага, легендарного Здуна Влочеґа. Здун будує у вибраних ним домах печі, що приносять щастя і добробут. У цих домах народжуються і маги... Чудова, надихаюча історія про дорослішання у незвичному світі і про пошуки особистості, що прирівнюється до знаменитого Чарівника Земномор'я Ле Ґуїн.

### Росія
Ти можеш літати на птасі або пірнати на осідланому змії, дружити з магами і боротися з чудовиськами — але які б дива не відбувались навкруги, тобі обов'язково захочеться взанати більше. Зазирнути за край звичного. І тоді прийдеться, покинувши дім, бродити із краю у край Імперії, шукати єдину людину — ту, що розпалює вогонь у вогнищі, що знає, куди йдуть люди після смерті...
У романі «Варан» Марина і Сергій Дяченки знову повертаються до улюбленого жанру фентезі — яскравому, захоплюючому, романтичному.

## Нагороди[4]
- 2004 — фестиваль «Звёздный Мост», премія Найкращий роман (3-тє місце, «Бронзовий Кадуцей»)
- 2004 — неофіційна премія «Мраморный фавн», нагорода Роман
- 2005 — конференція «РосКон», номінація Роман (2-ге місце, «Срібний РОСКОН»)
- 2005 — премія «Филигрань», Велика Філігрань
- 2005 — «АБС-премия» (номінація)

## Видання[4]
- 2004 рік — видавництво «Эксмо». (рос.)
- 2006 рік — видавництво «Solaris» (назва — пол. Waran) (пол.)
- 2007 рік — видавництво «Эксмо». (рос.)
- 2008 рік — видавництво «Фоліо». (укр.)
- 2008 рік — видавництво «Эксмо». (рос.)
- 2009 рік — видавництво «Эксмо». (рос.)

## Український переклад
Українською мовою був перекладений і опублікований 2008 року видавництвом «Фоліо».